# 26 november
26 november is de 330ste dag van het jaar (331ste dag in een schrikkeljaar) in de gregoriaanse kalender. Hierna volgen nog 35 dagen tot het einde van het jaar.

## Gebeurtenissen
- Algemeen
  - 1931 - De Vlaamse Geschiedkundige Kring van Gent wordt opgericht.
  - 2008 - Tien gelijktijdig gepleegde terroristische aanslagen worden gepleegd in de Indiase stad Mumbai.[1]
  - 2012 - In de Qatarese hoofdstad Doha start een conferentie van de Verenigde Naties over klimaatverandering.
  - 2019 - In Albanië nabij Durrës zijn door een aardbeving 16 doden en honderden gewonden gevallen.

- Economie
  - 2010 - Suriname en Venezuela tekenen in Paramaribo vier samenwerkingsovereenkomsten. Zo spreken beide Zuid-Amerikaanse landen af om 30.000 hectare rijst te planten in Suriname.

- Gezondheid
  - 1442 - In 's-Hertogenbosch wordt door Reinier van Arkel een zinlozenhuis opgericht. Het is de oudste psychiatrische inrichting van Nederland.

- Kunst en cultuur
  - 1862 - Lewis Carroll (Charles Dodgson) stuurt het manuscript van Alice's Adventures in Wonderland naar de tien jaar oude Alice Liddell.
  - 1942 - Première van de film Casablanca in New York.[1]
  - 1977 - De dames Snip en Snap treden, na veertig jaar, voor het laatst op.
  - 2023 - Het Wereldmuseum Berg en Dal (ook bekend als Afrika Museum) in Berg en Dal is voor de laatste keer geopend. Het museum sluit na onenigheid tussen de paters van de Congregatie van de Heilige Geest die het museum in 1954 oprichtten, en het Wereldmuseum dat in 2014 het beheer overnam.[2][3]
  - 2023 - De Booker Prize is dit jaar toegekend aan Paul Lynch voor zijn boek Prophet Song.[4]

- Media
  - 1962 - Mies Bouwman presenteert 23 uur lang voor de televisie de inzamelingsactie Open het Dorp.[1]
  - 1982 - De Zilveren Camera 1982, de prijs voor de beste Nederlandse persfoto van het jaar, wordt gewonnen door de Amsterdamse freelance-fotograaf Dirk-Jan Prins voor zijn foto van de arrestatie van de Brit Allan R., die op 6 augustus in Amsterdam een politieman doodschoot.
  - 1989 - MTV zendt voor het eerst het televisieprogramma MTV Unplugged uit.[5]
  - 2005 - In Hasselt (België) wordt het Junior Eurovisiesongfestival gehouden, dat door Ksenia Sitnik (10) uit Wit-Rusland gewonnen wordt.[6]
  - 2019 - De Nederlandse documentaire Dance or Die wint een International Emmy Award in de categorie Arts Programming en de documentaire Bellingcat - Truth in a Post-Truth World wint een award in de categorie Documentary.[7]

- Muziek
  - 1968 - In de Royal Albert Hall in Londen geeft de Britse rockband Cream zijn afscheidsconcert.[5]

- Oorlog
  - 1580 - Rooms-katholieken en hugenoten sluiten de Vrede van Fleix. Hiermee komt een eind aan de zevende godsdienstoorlog in Frankrijk
  - 1688 - Lodewijk XIV verklaart de Republiek der Zeven Verenigde Nederlanden de oorlog.
  - 1741 - Franse en Beierse troepen bezetten Praag.[1]
  - 1939 - Het Sovjet-Russische leger bombardeert eigen gebied dicht bij de Finse grens en geven de Finnen hiervan de schuld.
  - 1940 - Rudolph Cleveringa, decaan van de Juridische Faculteit van de universiteit van Leiden, protesteert in een openbare rede tegen het door de Duitse bezettingsautoriteiten aangezegde ontslag van zijn joodse collega prof. E.M. Meijers.[1]
  - 1941 - De Verenigde Staten overhandigen Japan het Hull-ultimatum.
  - 1950 - Chinese troepen trekken Noord-Korea binnen en openen een tegenaanval in de Korea-oorlog.
  - 1992 - De Angolese regering en de rebellenbeweging Unita komen een wapenstilstand overeen en verplichten zich om hun vredesakkoord van vorig jaar na te leven.

- Politiek
  - 1527 - Paus Clemens VII tekent een verdrag met keizer Karel V.
  - 1941 - Libanon wordt onafhankelijk van Frankrijk.
  - 1949 - De grondwet van India wordt aangenomen.[1]
  - 1989 - De president van de Comoren, Achmed Abdallah, komt om het leven bij een aanval op het presidentiële paleis.
  - 1998 - Tony Blair spreekt als eerste minister-president van het Verenigd Koninkrijk het Ierse parlement toe.

- Religie
  - 1784 - Oprichting van de rooms-katholieke Apostolische Prefectuur Verenigde Staten van Amerika.
  - 1970 - Begin van een tiendaagse reis van paus Paulus VI naar Azië en Oceanië. De paus maakt een tussenlanding in Teheran voor een ontmoeting met Sjah Mohammed Reza Pahlavi van Iran.
  - 1994 - Paus Johannes Paulus II creëert dertig nieuwe kardinalen, onder wie de Belgische curieprelaat Jan Schotte.
  - 1994 - Bisschopwijding van Tiny Muskens tot bisschop van het bisdom Breda.

- Sport
  - 1987 - De Survivor Series vinden voor het eerst plaats.
  - 2000 - De Nederlandse schaatser Gianni Romme rijdt een nieuw wereldrecord op de 10.000 meter in Heerenveen: 13.03,40.
  - 2005 - Turner Yuri van Gelder wordt in Melbourne wereldkampioen op het onderdeel ringen.
  - 2005 - Maureen Groefsema wordt met haar 14 jaar de jongste Nederlands judokampioene ooit bij de senioren.
  - 2011 - Zeker zes profvoetballers van de club Étoile Filante in Togo komen door een ongeluk met de teambus om het leven.
  - 2021 - Het Nederlands mannenbasketbalteam verliest in Almere het eerste duel in de kwalificatie voor het WK tegen IJsland met 77-79.[8]
  - 2023 - Het Italiaanse tennisteam met Jannik Sinner, Lorenzo Musetti, Matteo Arnaldi, Lorenzo Sonego en Simone Bolelli wint de Davis Cup door in de finale het team van Australië te verslaan.[9]
  - 2023 - Formule 1-coureur Max Verstappen wint de Grand Prix van Abu Dhabi en noteert de negentiende overwinning van dit seizoen. De Nederlander heeft nu 54 overwinningen op zijn naam staan waarmee hij derde staat op de ranglijst van GP-overwinningen in de Formule 1. De Brit Lewis Hamilton kwam tot nu toe tot 103 en de niet meer rijdende Duitser Michael Schumacher tot 91.[10]
  - 2023 - In Minehead (Engeland) behaalt de Nederlandse darter Michael van Gerwen de tweede plaats in het Players Championship Finals darttoernooi door in de finale met 9-11 van de Engelsman Luke Humphries te verliezen. Het lukt van Gerwen wel om een 9-darter te werpen.[11]

- Wetenschap en technologie
  - 1598 - Drie schepen onder leiding van Jacob van Neck bereiken Bantam op West-Java.
  - 1778 - James Cook ontdekt Maui.[1]
  - 1805 - Het Pontcysyllte-aquaduct werd in gebruik genomen in Wales.
  - 1922 - Howard Carter en Lord Carnarvon betreden de tombe van de Egyptische farao Toetanchamon.[1]
  - 1965 - Frankrijk lanceert een Diamant-A raket met de kunstmatige satelliet Asterix-1 aan boord, en wordt zo het derde land dat de ruimte verovert.
  - 1966 - In het Franse Rance gaat 's werelds eerste getijdenkrachtcentrale in bedrijf.
  - 2005 - De Japanse ruimtesonde Hayabusa (valk) faalt om te landen op de planetoïde Itokawa, maar verzamelde waarschijnlijk wel materiaal van de planetoïde. Door problemen keerde de sonde pas op 15 juni 2010 terug op Aarde.
  - 2011 - Met een Atlas V raket lanceert de Amerikaanse ruimtevaartorganisatie NASA de Curiosity rover naar de planeet Mars. Het moet onderzoeken of Mars bewoonbaar is of is geweest.[12]
  - 2020 - De periodieke komeet 11P/Tempel-Swift-LINEAR bereikt het perihelium van zijn baan rond de zon tijdens deze verschijning.[13]
  - 2022 - Lancering van de Polar Satellite Launch Vehicle (PSLV) raket van Indian Space Research Organisation (ISRO) vanaf Satish Dhawan Space Centre voor de EOS-06, Bhutansat & others missie met de EOS-06 (Oceansat-3A) aardobservatiesatelliet van India, BhutanSat (INS-2B) van Bhutan en de 7 CubeSats Anand, Thybolt-1&2 en Astrocast-1/-4.[14]
  - 2022 - Lancering van een Falcon 9 raket van SpaceX met het Dragon ruimtevaartuig vanaf Kennedy Space Center Lanceercomplex 39 voor bevoorradingsmissie Dragon CRS-2 SpX-26 naar het ISS. De Dragon capsule bevat zo'n 3500 kg benodigdheden voor het ISS.[15][16]
  - 2022 - Het onbemande Orion ruimteschip vliegt tijdens de Artemis I missie voorbij de afstand van 400.171 kilometer vanaf de Aarde waarmee het record van Apollo 13 dat in april 1970 is gezet is verbroken. Het gaat om het record van grootste afstand tot de Aarde voor ruimtevaartuigen die zijn ontworpen om mensen te vervoeren.[17]

## Geboren

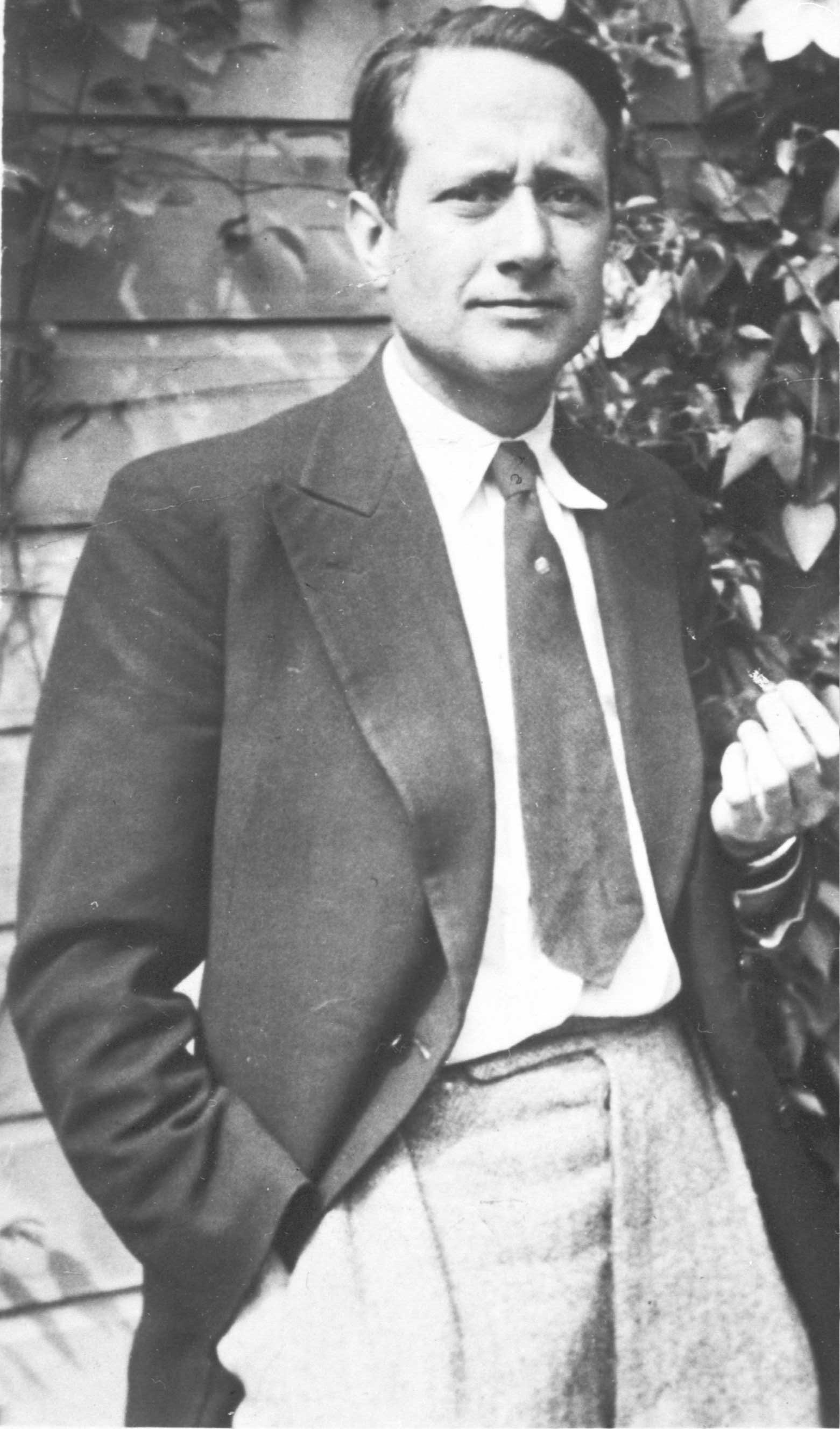
Gerrit van der Veen,
geboren in 1902

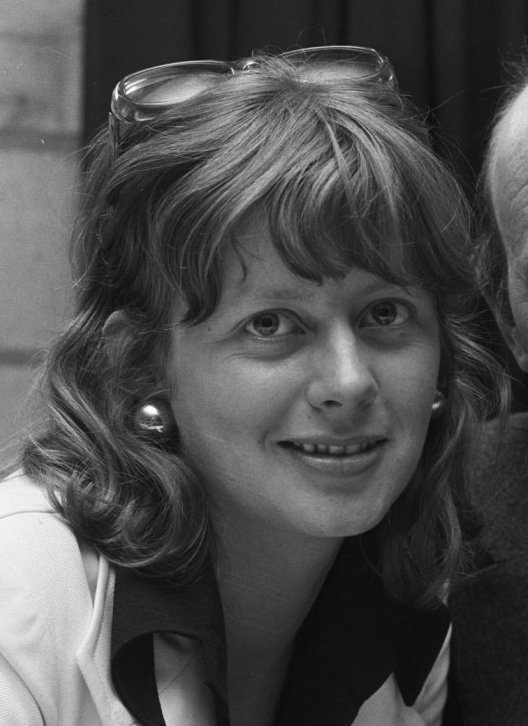
Petra Laseur,
geboren in 1939

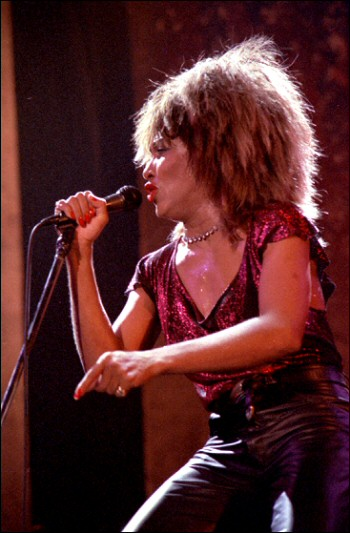
Tina Turner,
geboren in 1939

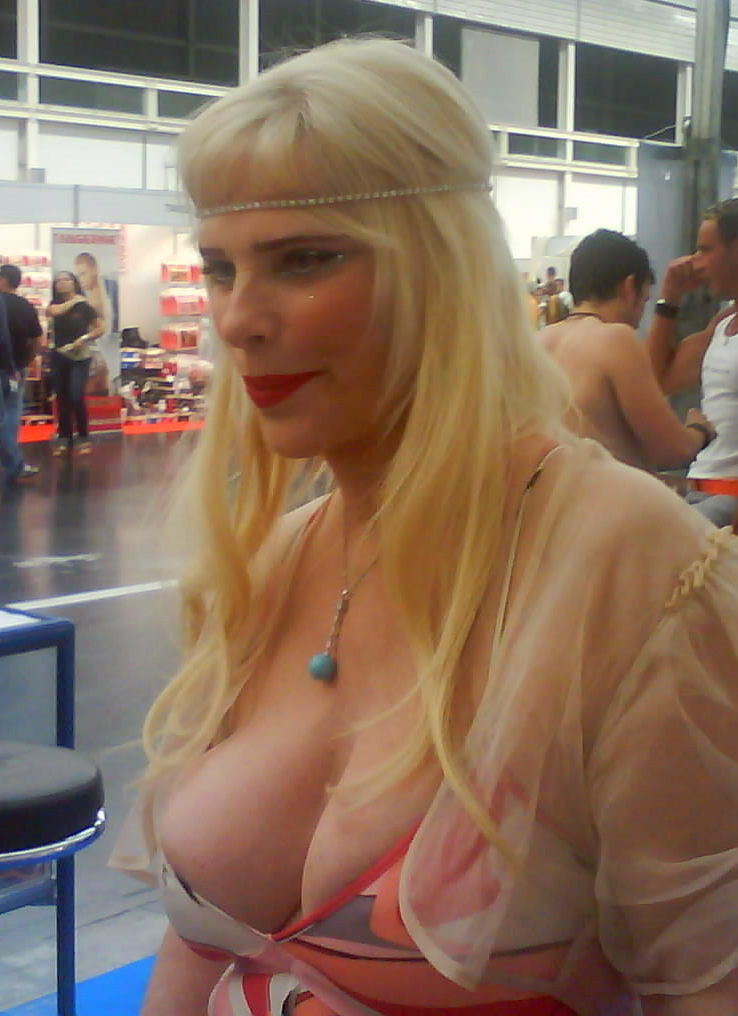
Ilona Staller,
geboren in 1951

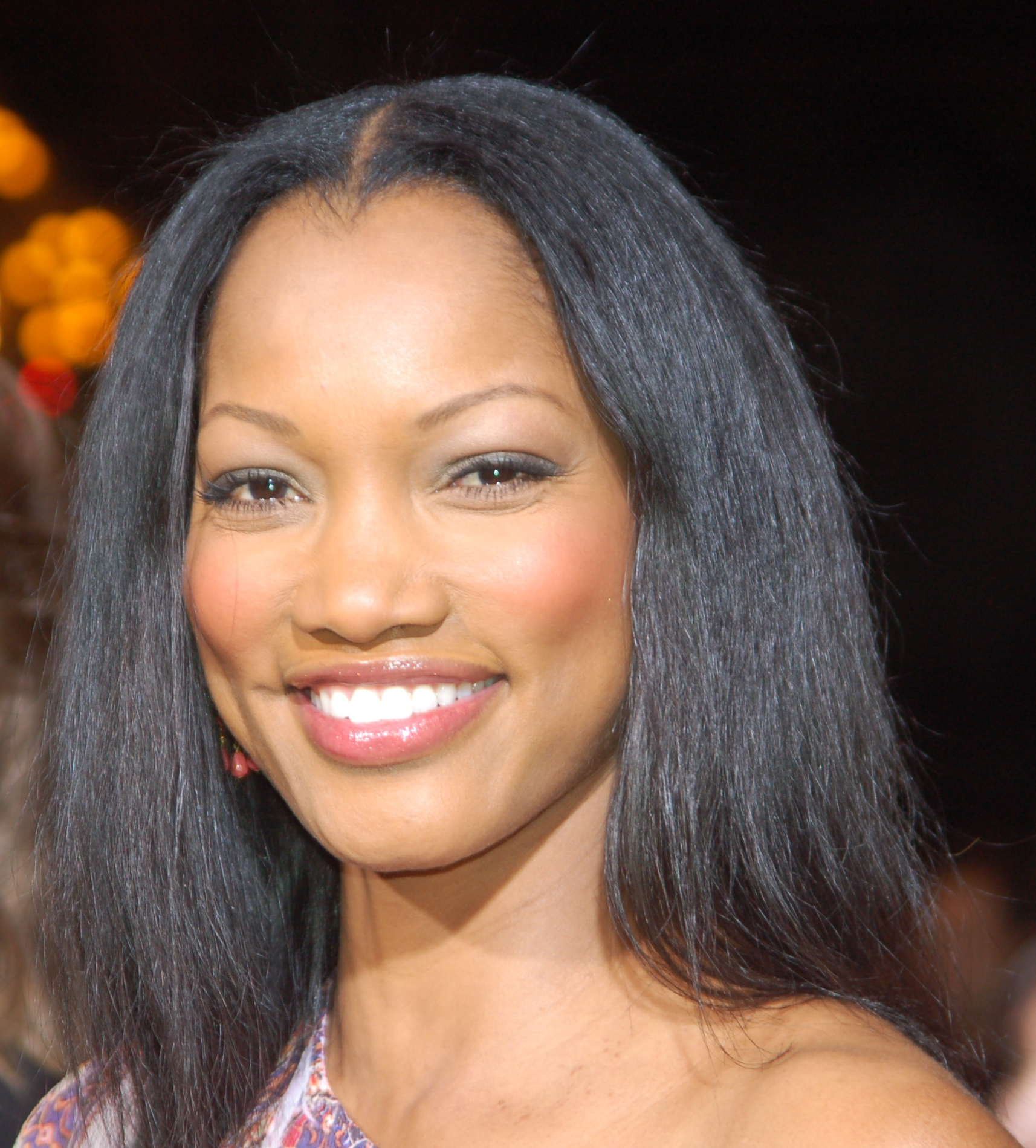
Garcelle Beauvais,
geboren in 1966

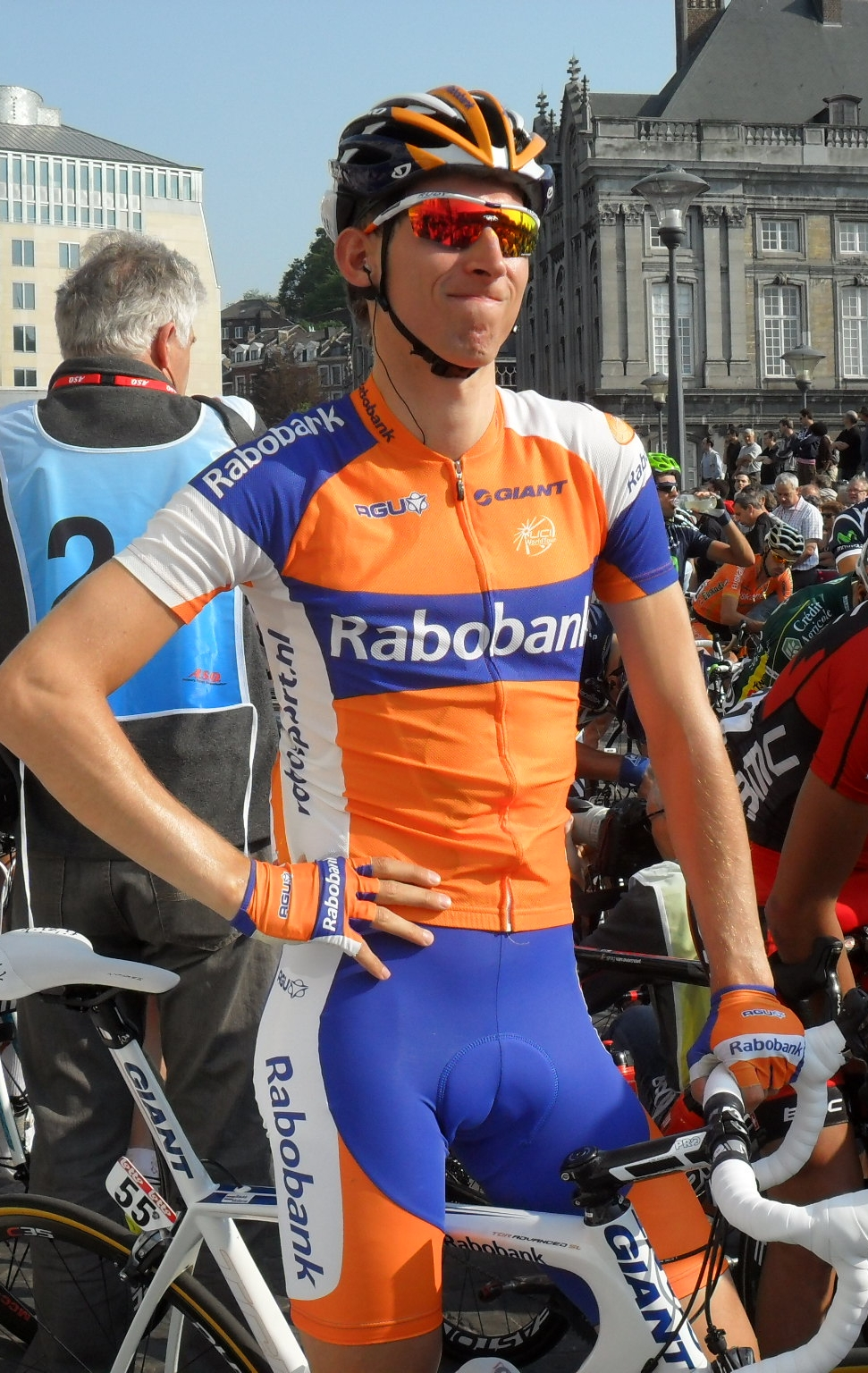
Bauke Mollema,
geboren in 1986

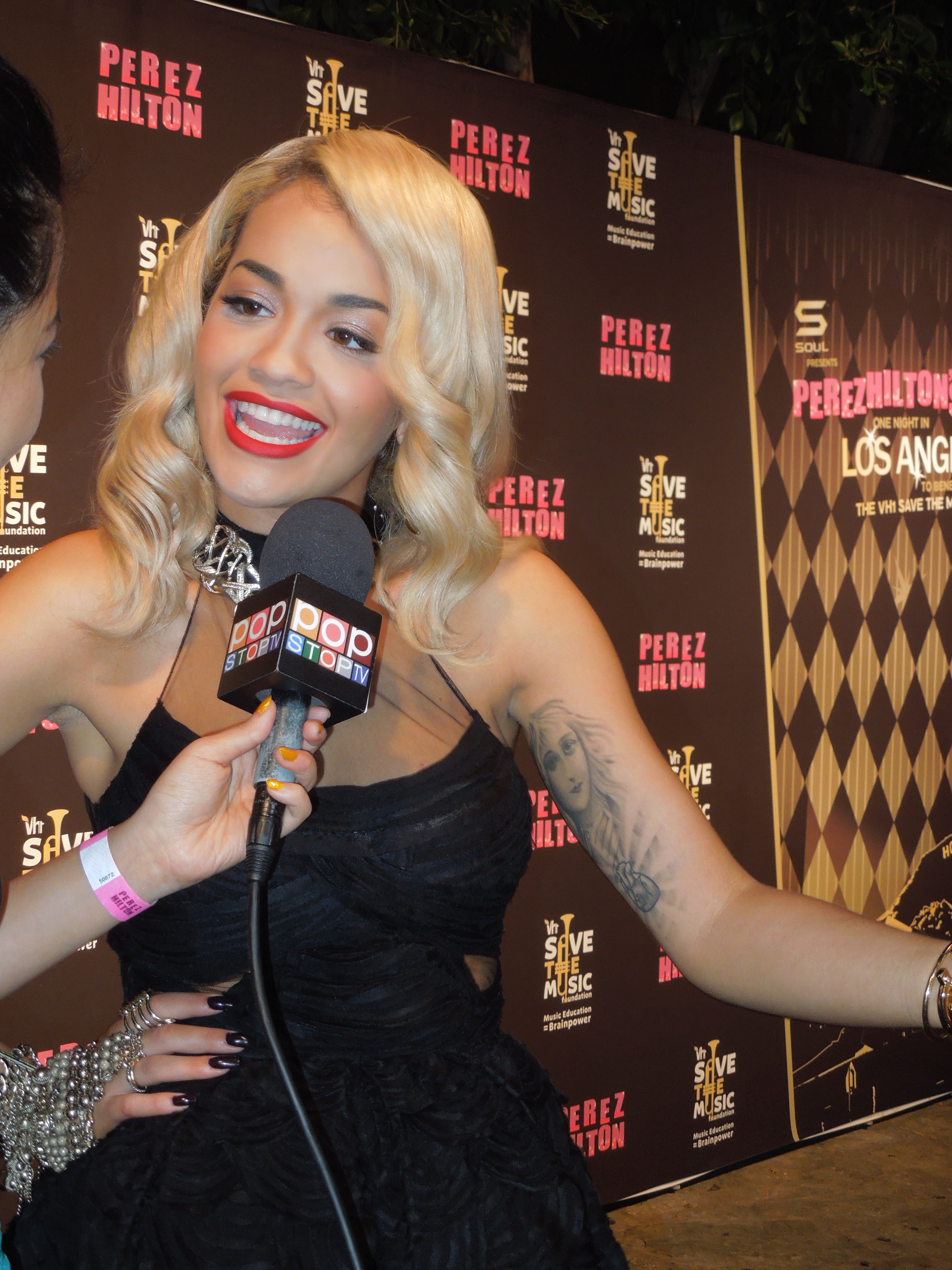
Rita Ora,
geboren in 1990

- 1604 - Johann Bach, Duits componist (overleden 1673)
- 1731 - William Cowper, Engels dichter (overleden 1800)
- 1792 - Sarah Grimké, Amerikaans abolitioniste, suffragette en schrijfster (overleden 1873)
- 1834 - Serafino Vannutelli, Italiaans nuntius in België en curiekardinaal (overleden 1915)
- 1847 - Dagmar van Denemarken, Deens prinses en tsarina van Rusland (overleden 1928)
- 1850 - Henricus van de Wetering, Nederlands aartsbisschop van Utrecht (overleden 1929)
- 1857 - Ferdinand de Saussure, Zwitsers spraakwetenschapper (overleden 1913)
- 1864 - Herman Gorter, Nederlands dichter (overleden 1927)
- 1876 - Bart van der Leck, Nederlands kunstschilder (overleden 1958)
- 1878 - Marshall Walter Taylor, Amerikaans wielrenner (overleden 1932)
- 1881 - Gaetano Cicognani, Italiaans curiekardinaal (overleden 1962)
- 1882 - Kai Nielsen, Deens beeldhouwer (overleden 1924)
- 1886 - Louis Saeys, Belgisch voetballer (overleden 1952)
- 1889 - Conrado Benitez, Filipijns schrijver, journalist en universiteitsbestuurder (overleden 1971)
- 1894 - Ivan Papanin, Russisch poolonderzoeker (overleden 1986)
- 1894 - Norbert Wiener, Amerikaans wiskundige, grondlegger van de cybernetica (overleden 1964)
- 1895 - Bruno Hauptmann, Amerikaans misdadiger (overleden 1936)
- 1897 - Wim Hesterman, Nederlands bokser (overleden 1971)
- 1898 - Héctor Scarone, Uruguayaans voetballer (overleden 1967)
- 1901 - George Grard, Belgisch beeldhouwer (overleden 1984)
- 1902 - William Kanerva, Fins voetballer (overleden 1956)
- 1902 - Gerrit van der Veen, Nederlands verzetsheld (overleden 1944)
- 1903 - Alice Herz-Sommer, Tsjechisch pianiste en overlevende van een Holocaust-concentratiekamp (overleden 2014)
- 1909 - Frances Dee, Amerikaans actrice (overleden 2004)
- 1909 - Eugène Ionesco, Roemeens-Frans toneelschrijver (overleden 1994)
- 1911 - Albert Coppé, Belgisch hoogleraar en politicus (overleden 1999)
- 1911 - Robert Marchand, Frans wielrenner (overleden 2021)
- 1911 - Samuel Reshevsky, Pools-Amerikaans schaker (overleden 1992)
- 1914 - Charles Breijer, Nederlands cineast, fotograaf en verzetsstrijder (overleden 2011)
- 1915 - Yukio Hayashida, Japans politicus (overleden 2007)
- 1915 - Herbert Joeks, Nederlands acteur (overleden 1993)
- 1915 - Inge King, Australisch beeldhouwster (overleden 2016)
- 1915 - Thijs Mauve, Nederlands kunstenaar (overleden 1996)
- 1915 - Earl Wild, Amerikaans pianist (overleden 2010)
- 1917 - Kees Middelhoff, Nederlands radiojournalist en schrijver (overleden 2007)
- 1918 - Patricio Aylwin, Chileens politicus en president (overleden 2016)
- 1919 - Frederik Pohl, Amerikaans sciencefictionschrijver en redacteur (overleden 2013)
- 1920 - Paul Rodenko, Nederlands dichter en criticus (overleden 1976)
- 1921 - Françoise Gilot, Frans kunstschilderes (overleden 2023)
- 1922 - Charles M. Schulz, Amerikaans striptekenaar (overleden 2000)
- 1922 - Etienne Gailly, Belgisch atleet (overleden 1971)
- 1922 - Michel Toussaint, Waals-Belgisch politicus en advocaat (overleden 2007)
- 1924 - John Hajnal, Brits wiskundige (overleden 2008)
- 1926 - Armand Penverne, Frans voetballer (overleden 2012)
- 1926 - Ralf Wolter, Duits acteur (overleden 2022)
- 1929 - Slavko Avsenik, Sloveens musicus (overleden 2015)
- 1930 - John Garrahy, Amerikaans politicus (overleden 2012)
- 1931 - Adolfo Pérez Esquivel, Argentijns mensenrechtenactivist en Nobelprijswinnaar
- 1931 - Giuliana Minuzzo, Italiaans alpineskiester (overleden 2020)
- 1931 - Ad Simonis, Nederlands kardinaal, metropoliet en aartsbisschop van Utrecht (overleden 2020)
- 1932 - Marten Beinema, Nederlands politicus (overleden 2008)
- 1932 - Annemarie Prins, Nederlands actrice, regisseur en schrijfster
- 1932 - Louis Verbeeck, Belgisch schrijver (overleden 2017)
- 1933 - Robert Goulet, Amerikaans zanger en acteur (overleden 2007)
- 1933 - Marianne Hilarides, Nederlands ballerina (overleden 2015)
- 1934 - Ljoedmila Sjevtsova, Sovjet-Russisch atlete
- 1936 - Jan Liberda, Pools voetballer (overleden 2020)
- 1937 - Boris Jegorov, Russisch ruimtevaarder en arts (overleden 1994)
- 1938 - Humphrey Anson, Surinaams drummer (overleden 2022)
- 1938 - Jaap van der Pol, Nederlands kunstschilder (overleden 2009)
- 1939 - Greetje Kauffeld, Nederlands jazzzangeres
- 1939 - Petra Laseur, Nederlands actrice (overleden 2025)
- 1939 - Mark Margolis, Amerikaans acteur (overleden 2023)
- 1939 - Tina Turner, Amerikaans zangeres (overleden 2023)
- 1940 - Gianni De Michelis, Italiaans politicus (overleden 2019)
- 1942 - Leona Detiège, Belgisch politicus
- 1942 - Blackjack Mulligan, Amerikaans worstelaar (overleden 2016)
- 1943 - Joël Robert, Belgisch motorcrosser (overleden 2021)
- 1944 - Eddy Rombaux, Belgisch atleet
- 1944 - Ans Schut, Nederlands schaatsster
- 1944 - Jean Terrell, Amerikaans R&B-, jazz- en soulzangeres (The Supremes)
- 1945 - Daniel Davis, Amerikaans acteur
- 1945 - John McVie, Brits bassist (Fleetwood Mac)
- 1946 - Guido Depraetere, Belgisch cartoonist, politicus, presentator en producer (overleden 2006)
- 1946 - Gustavo Adolfo Espina Salguero, Guatemalteeks politicus (overleden 2024)
- 1946 - Roger Rosiers, Belgisch wielrenner
- 1946 - Bert Ruiter, Nederlands basgitarist, producer en componist (overleden 2022)
- 1946 - Gerard Stellaard, Nederlands producer, arrangeur, componist van liedjes en pianist
- 1948 - Shlomo Artzi, Israëlisch zanger, tekstschrijver en componist
- 1948 - Marianne Muellerleile, Amerikaans actrice
- 1948 - Galina Prozoemensjtsjikova, Oekraïens zwemster (overleden 2015)
- 1949 - Martin Lee, Brits zanger (Brotherhood of Man)
- 1949 - Ivan Patzaichin, Roemeens kanovaarder (overleden 2021)
- 1950 - Dieter Burdenski, (West-)Duits voetballer (overleden 2024)
- 1951 - Ilona Staller, Hongaars-Italiaans parlementslid en porno-ster, bijgenaamd 'Cicciolina'
- 1952 - Peter Lübeke, Duits voetballer (overleden 2022)
- 1953 - Teuvo Vilen, Fins voetballer
- 1954 - Jos Daerden, Belgisch voetballer
- 1954 - Velupillai Prabhakaran, Sri Lankaans oprichter en leider van de Tamiltijgers (overleden 2009)
- 1956 - Hepie Postma, Nederlands zangeres
- 1957 - Matthias Reim, Duits zanger
- 1957 - Valer Toma, Roemeens roeier
- 1960 - Delio Rossi, Italiaans voetballer en voetbaltrainer
- 1960 - Claude Turmes, Luxemburgs politicus
- 1961 - Marcy Walker, Amerikaans actrice
- 1962 - Bobby Parks, Amerikaans basketballer (overleden 2013)
- 1964 - Chokri Belaïd, Tunesisch politicus (overleden 2013)
- 1964 - Vreni Schneider, Zwitsers alpineskister
- 1965 - Scott Adsit, Amerikaans acteur
- 1965 - Jelle Paulusma, Nederlands songwriter, zanger en gitarist
- 1965 - Des Walker, Engels voetballer
- 1966 - Kristin Bauer, Amerikaans actrice
- 1966 - Garcelle Beauvais, Haïtiaans-Amerikaans actrice
- 1967 - Zoltán Kósz, Hongaars waterpoloër
- 1968 - Jan-Peter Tewes, Duits hockeyer
- 1968 - Herbie Crichlow, Brits/Zweeds rapper en songwriter
- 1969 - Krunoslav Jurčić, Bosnisch-Kroatisch voetballer en voetbaltrainer
- 1970 - Andrej Anoefriejenko, Russisch schaatser
- 1970 - Leonard Gates, Amerikaans darter
- 1971 - Douglas Ryder, Zuid-Afrikaans wielrenner
- 1972 - Dave Rost, Nederlands triatleet en duatleet
- 1973 - Elisa Casanova, Italiaans waterpoloster
- 1973 - Peter Facinelli, Amerikaans acteur
- 1973 - John Zimmerman, Amerikaans kunstschaatser
- 1974 - Roman Šebrle, Tsjechisch atleet
- 1975 - Gerardo Bedoya, Colombiaans voetballer
- 1975 - Vonette Dixon, Jamaicaans atlete
- 1975 - DJ Khaled (Khaled Mohamed Khaled), Amerikaans producer en diskjockey
- 1975 - Stefan Mross, Duits muzikant en presentator
- 1977 - Ivan Basso, Italiaans wielrenner
- 1980 - Aruna Dindane, Ivoriaans voetballer
- 1981 - Stephan Andersen, Deens voetballer
- 1981 - Natasha Bedingfield, Brits zangeres
- 1981 - Aurora Snow, Amerikaans pornoactrice
- 1982 - Srđan Blažić, Montenegrijns voetballer
- 1983 - Baadoer Dzjobava, Georgisch schaker
- 1984 - Jermaine Gonzales, Jamaicaans atleet
- 1984 - Antonio Puerta, Spaans voetballer (overleden 2007)
- 1984 - Shannon Rempel, Canadees schaatsster
- 1985 - Nikola Pokrivač, Kroatisch voetballer (overleden 2025)
- 1986 - Sammy Kitwara, Keniaans atleet
- 1986 - Ananda Marchildon, Nederlands model en interieurdesigner
- 1986 - Bauke Mollema, Nederlands wielrenner
- 1986 - Trevor Morgan, Amerikaans acteur
- 1986 - Ivan Tsjeparinov, Bulgaars schaker
- 1987 - Iris Pruysen, Nederlands paralympisch atlete
- 1989 - Takumi Takahashi, Japans motorcoureur
- 1990 - Christophe Diandy, Senegalees voetballer
- 1990 - Reut Alush, Israëlisch actrice
- 1990 - San Holo (Sander van Dijck), Nederlands muziekproducent
- 1990 - Rita Ora, Brits zangeres, actrice en songwriter
- 1990 - Danny Welbeck, Engels voetballer
- 1991 - Kasey Carlson, Amerikaans zwemster
- 1993 - Elizabeth Pelton, Amerikaans zwemster
- 1993 - Mikkel Redder, Deens voetbalscheidsrechter
- 1995 - James Guy, Brits zwemmer
- 1996 - Thea Sofie Loch Næss, Noors actrice
- 1997 - Mark Baanders, Nederlands verslaggever
- 1997 - Hanna Kebinger, Duits biatlete
- 1997 - Aaron Wan-Bissaka, Engels-Congolees voetballer
- 1997 - Evangelos Theodorou, Cypriotisch zanger
- 1999 - Olivia O'Brien, Amerikaans zangeres
- 1999 - Maxime Potty, Belgisch autocoureur
- 1999 - Sven Roes, Nederlands shorttracker
- 1999 - Perr Schuurs, Nederlands voetballer
- 2000 - Lamecha Girma, Ethiopisch atleet
- 2003 - Leonard Miller, Canadees basketballer
- 2005 - Pernille Sanvig, Deens voetbalster

## Overleden
- 399 - Paus Siricius

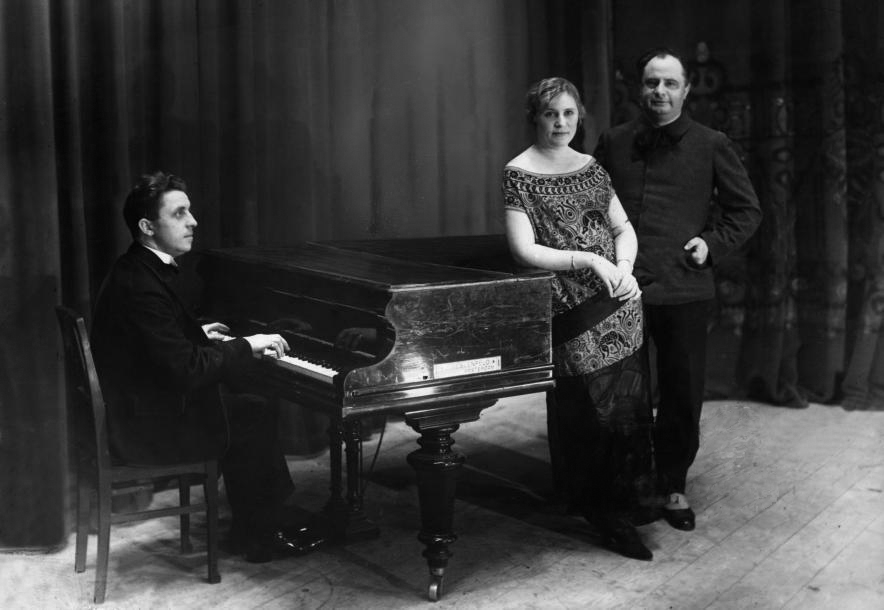
Jenny Gilliams (m) en Jean-Louis Pisuisse (r)
overleden in 1927

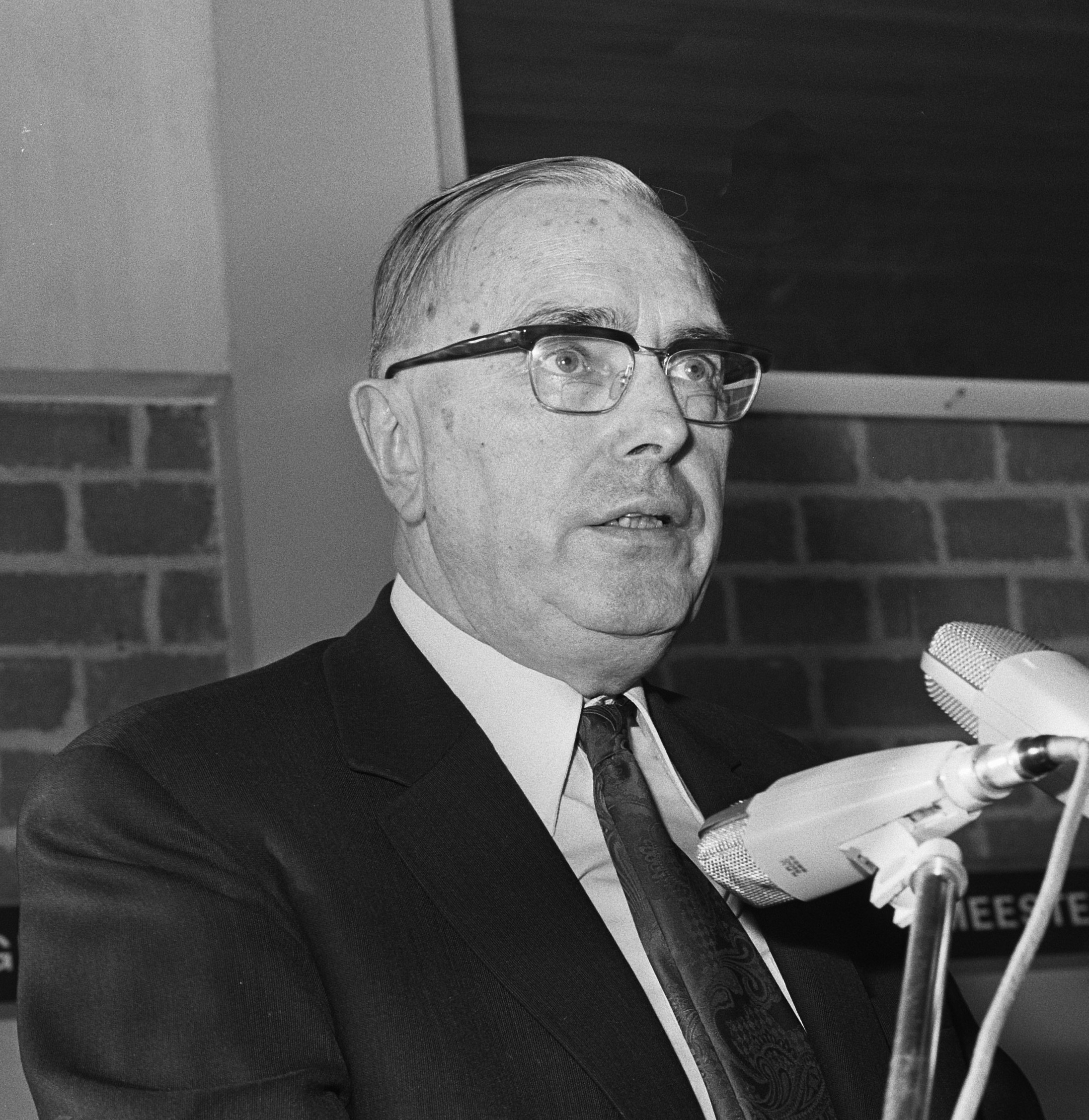
Max Euwe
overleden in 1981

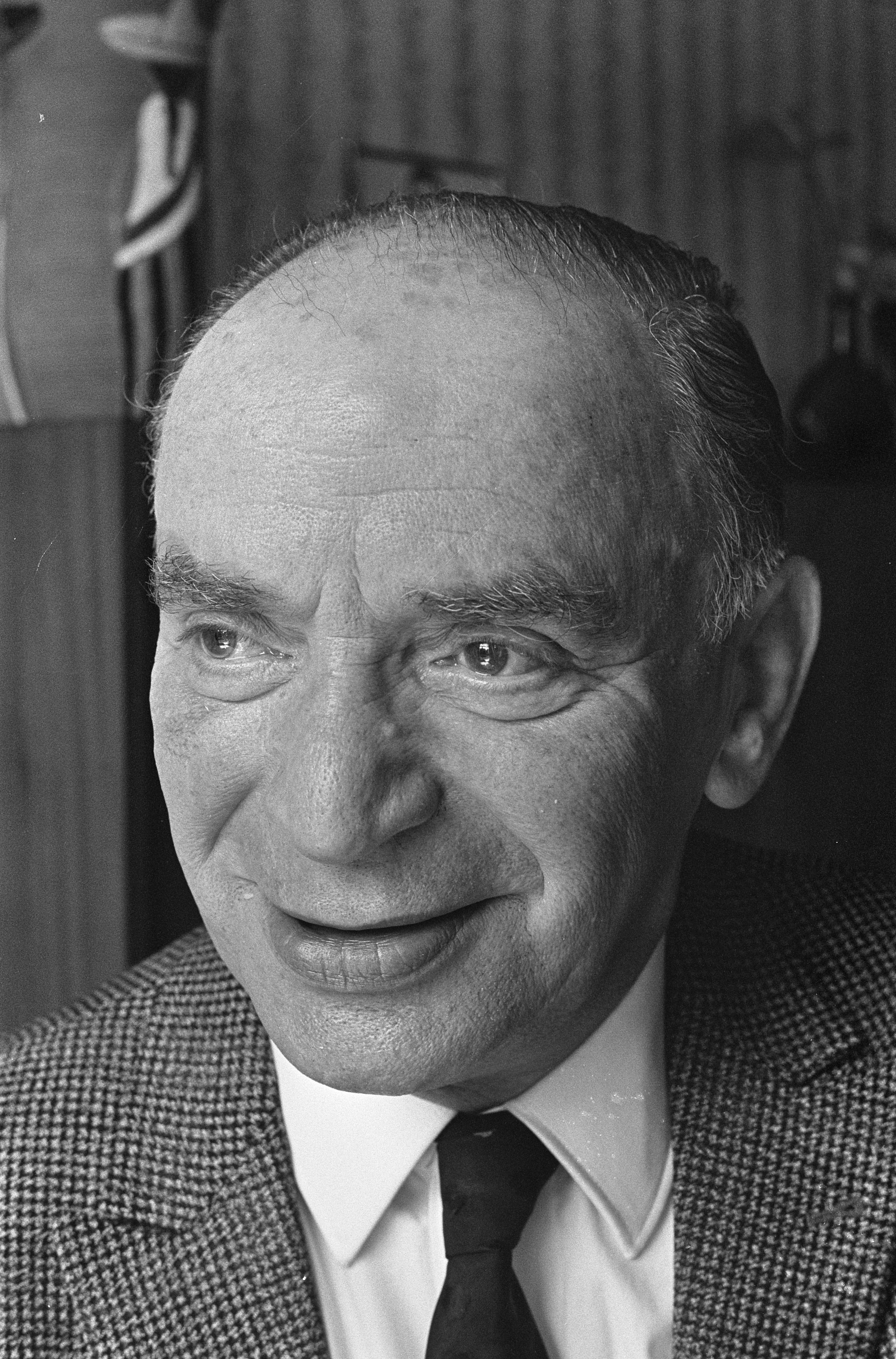
Sylvain Poons,
overleden in 1985

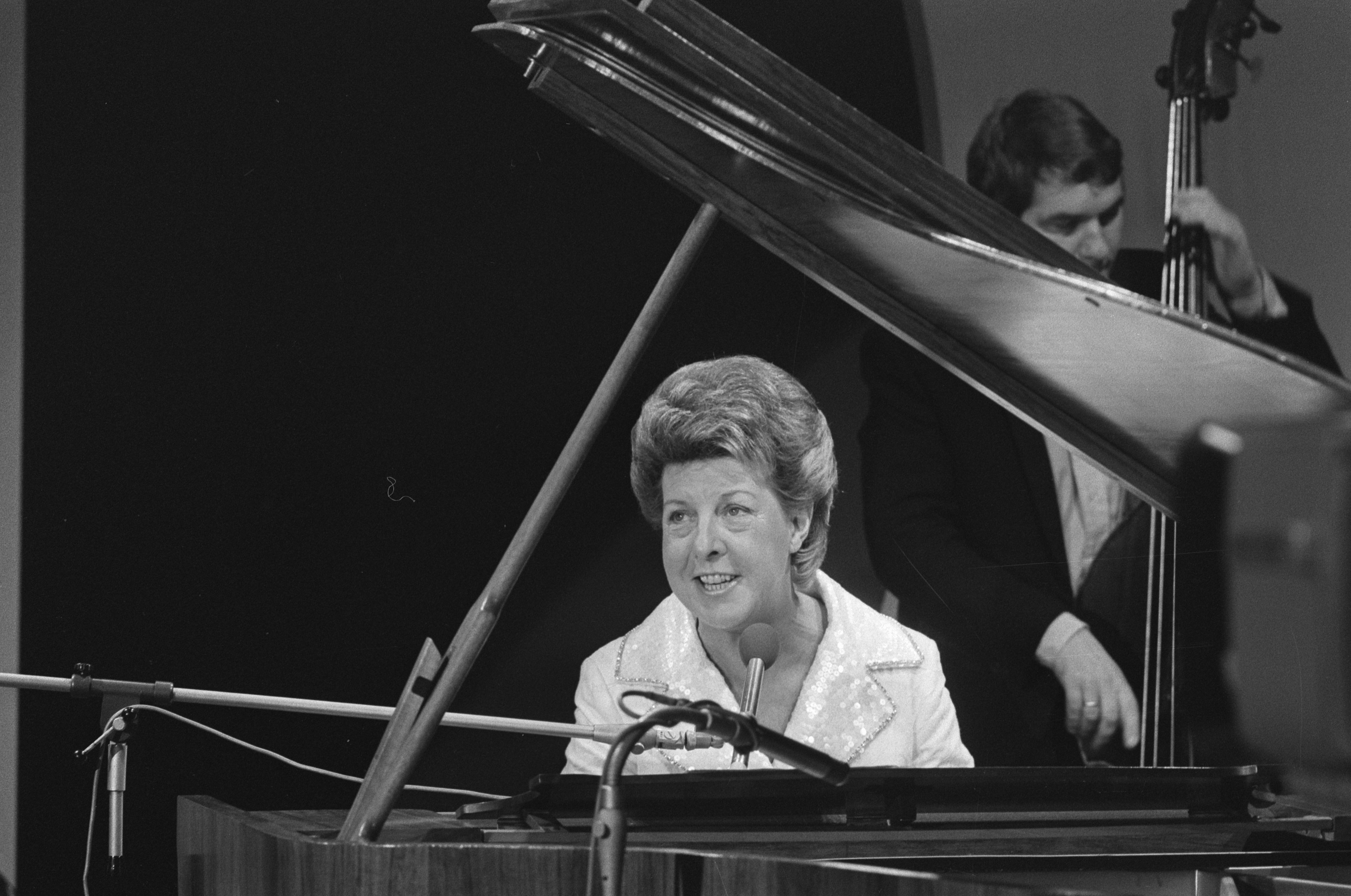
Pia Beck,
overleden in 2009

- 481 - Childerik I (±45), Frankische koning
- 1559 - Adolf van Nassau-Saarbrücken (33), graaf van Saarbrücken en Saarwerden
- 1670 - Jacob van Loo (±56), Nederlands kunstschilder
- 1855 - Adam Mickiewicz (56), Pools dichter
- 1857 - Joseph von Eichendorff (69), Duits schrijver
- 1866 - Adrien François Servais (59), Belgisch cellist en componist
- 1882 - Otto Theodor von Manteuffel (88), conservatief Pruisisch staatsman
- 1892 - Charles Lavigerie (67), Frans kardinaal-aartsbisschop van Algiers en van Carthago in Tunesië
- 1896 - Frederick Broome (54), koloniaal ambtenaar in het Britse Rijk
- 1911 - Paul Lafargue (69), Frans arts en medestander van Karl Marx
- 1926 - John Browning (71), Amerikaans geweermaker
- 1927 - Giovanni Bonzano (60), Italiaans curiekardinaal
- 1927 - Tjakko Kuiper (27), Nederlands zanger en moordenaar van hier onderstaanden Jenny Gilliam en Jean Louis Pisuisse
- 1927 - Jenny Gilliams (35), Belgisch cabaretiere en zangeres
- 1927 - Jean-Louis Pisuisse (47), Nederlands zanger en cabaretier
- 1944 - Florence Foster Jenkins (67), Amerikaans sopraan
- 1950 - Hedwig Courths-Mahler (83), Duits romanschrijfster
- 1952 - Sven Hedin (87), Zweeds ontdekkingsreiziger
- 1959 - Albert Ketèlbey (84), Brits componist, dirigent en pianist
- 1966 - Siegfried Kracauer (77), Duits schrijver, journalist, socioloog, cultuurcriticus en filmtheoreticus
- 1968 - Arnold Zweig (81), Duits schrijver
- 1974 - Sven Malm (80), Zweeds atleet
- 1979 - Marcel L'Herbier (91), Frans regisseur en scenarioschrijver
- 1981 - Max Euwe (80), Nederlands wereldkampioen schaken
- 1981 - Leo Picard (93), Belgisch journalist
- 1981 - Ernesto Prinoth (58), Italiaans autocoureur
- 1982 - Olle Gunneriusson (58), Zweeds biatleet
- 1985 - Sylvain Poons (89), Nederlands toneelspeler en zanger
- 1994 - Omer Vanaudenhove (80), Belgisch politicus
- 1995 - David Briggs (51), Amerikaans muziekproducent
- 1995 - Toshia Mori (83), Amerikaans actrice
- 1995 - Wim Thoelke (68), Duits televisiepresentator
- 1995 - Frans Vasen (65), Nederlands acteur
- 2001 - Mathias Clemens (86), Luxemburgs wielrenner en politicus
- 2006 - Isaac Gálvez (31), Spaans wielrenner
- 2006 - Cri Stellweg (84), Nederlands columniste en schrijfster
- 2008 - Edna Parker (115), Amerikaans oudste mens ter wereld
- 2009 - Pia Beck (84), Nederlands jazzpianiste
- 2011 - Iván Menczel (69), Hongaars voetballer
- 2011 - Chukwuemeka Odumegwu Ojukwu (78), Nigeriaans en Biafraans staatsman
- 2012 - Joseph Murray (93), Amerikaans chirurg
- 2013 - Toon Becx (93), Nederlands voetballer
- 2013 - Arik Einstein (74), Israëlisch zanger, film- en televisieacteur en tekstdichter
- 2013 - Saul Leiter (89), Amerikaans fotograaf
- 2013 - Cayetano Ré (75), Paraguayaans voetballer en voetbalcoach
- 2013 - Tineke Schilthuis (92), Nederlands politica
- 2014 - Dries Kreijkamp (77), Nederlands kunstenaar
- 2014 - Pim Reijntjes (95), Nederlands nieuwslezer en verzetsstrijder
- 2015 - Jan van Boxtel (79), Nederlands voetballer en wielrenner
- 2015 - Eddy De Leeuw (59), Belgisch atleet
- 2016 - Peter-Hans Kolvenbach (87), Nederlands jezuïet, priester en taalkundige
- 2016 - Fritz Weaver (90), Amerikaans acteur
- 2017 - Pieter Schriks (52), Nederlands uitgever
- 2018 - Bernardo Bertolucci (77), Italiaans regisseur
- 2018 - Luc Deflo (60), Belgisch schrijver
- 2018 - Stephen Hillenburg (57), Amerikaans animator en bedenker van de animatieserie SpongeBob SquarePants
- 2020 - Allan Botschinsky (80), Deens jazzmuzikant en -componist
- 2020 - Sjouke Heins (77), Nederlands kunstschilder
- 2020 - Daria Nicolodi (70), Italiaans actrice en scenarioschrijfster
- 2020 - Louis Nzala Kianza (74), Congolees bisschop
- 2020 - Alain Verschoren (66), Belgisch onderwijsbestuurder
- 2021 - Luc Beaucourt (73), Belgisch spoedarts en politicus
- 2022 - Henrie Adams (63), Nederlands dirigent
- 2022 - Fernando Gomes (66), Portugees voetballer
- 2022 - David Ray Griffin (83), Amerikaans schrijver, filosoof en theoloog
- 2022 - Emiel Meeus (93), Belgisch politicus
- 2022 - Louise Tobin (104), Amerikaans jazzzangeres
- 2022 - Harry Vandermeulen (94), Belgisch politicus
- 2022 - Constant van Waterschoot (82), Nederlands politicus
- 2024 - Jan Furtok (62), Pools voetballer
- 2024 - Shalom Nagar (86), Israëlisch politieagent
- 2024 - Guus Sundermeijer-Rincker (101), Nederlands kunstschilderes en textielkunstenares

## Viering/herdenking

Mongolië Republiek

- (Mongolië) Dag van de Republiek, oprichting van de Mongoolse Volksrepubliek in 1924

- Cleveringa-rede (jaarlijks)
- Rooms-katholieke kalender:

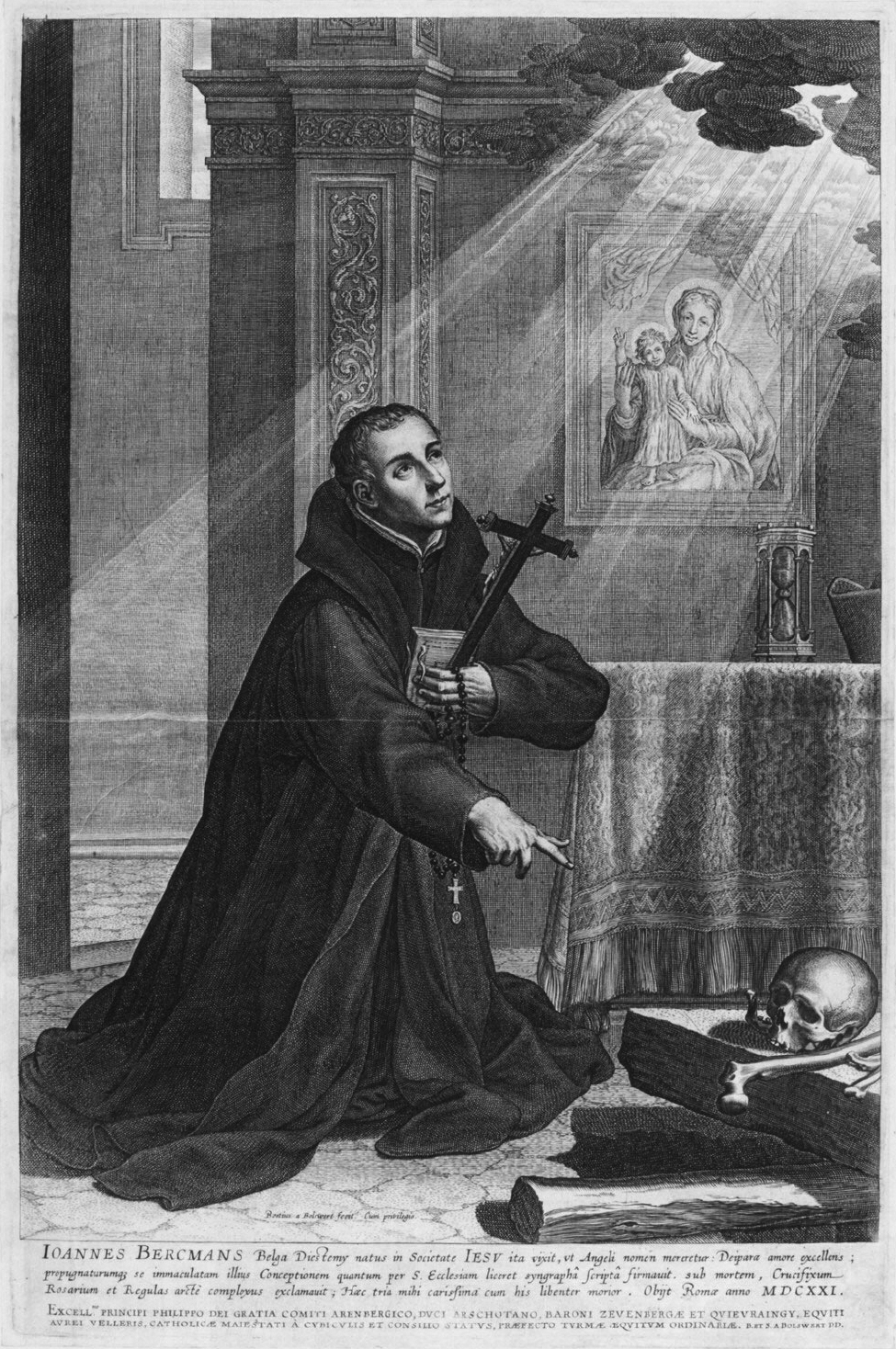
Jan Berchmans

  - Heilige Jan Berchmans († 1621), Patroon van de Vlaamse jeugd - Gedachtenis (in Vlaanderen)
  - Heilige Conrad (van Konstanz) († 975)
  - Heilige Leonard van Porto Maurizio († 1751)
  - Heilige Martinus van Arades († 726)
  - Heilige Siricius († 399)
  - Heilige Basolus van Verzy († 620)
  - Heilige Silvester Gozzolini († 1267)
  - Heilige Pachomius de Jongere († c. 311)
  - Zalige Hugo Taylor († 1585)
- Russisch-Orthodoxe kalender:
  - Heilige Innocentius van Irkoetsk († 1731)

## Weerextremen

### Nederland
| | Officiële records | Officiële records | Officiële records |      | Landelijke records | Landelijke records | Landelijke records                           |
| Gebeurtenis | Jaar              | Extreem           | Locatie           | Jaar | Extreem            | Locatie            |                                              |
| --- | ----------------- | ----------------- | ----------------- | ---- | ------------------ | ------------------ | -------------------------------------------- |
| Laagste etmaalgemiddelde temperatuur (°C) | 1923              | −2,1              | De Bilt           |      | 1910 1921          | −4,1               | Maastricht Eelde                             |
| Hoogste etmaalgemiddelde temperatuur (°C) | 1983              | 12,4              | De Bilt           |      | 1983               | 13,1               | Eindhoven, Maastricht, Volkel                |
| Laagste minimumtemperatuur (°C) | 1910, 1921        | −5,9              | De Bilt           |      | 1915               | −9,3               | Eelde                                        |
| Hoogste minimumtemperatuur (°C) | 1983              | 11,2              | De Bilt           |      | 1983               | 12,0               | Eindhoven, Maastricht, Volkel                |
| Laagste maximumtemperatuur (°C) | 1923              | −0,2              | De Bilt           |      | 1910               | −1,6               | Maastricht                                   |
| Hoogste maximumtemperatuur (°C) | 1983              | 14,1              | De Bilt           |      | 1992               | 15,2               | Eindhoven                                    |
| Hoogste uurgemiddelde windsnelheid (m/s) | 1928              | 17,5              | De Bilt           |      | 1938               | 25,2               | Vlissingen                                   |
| Hoogste windstoot (m/s) | 1992              | 28,8              | De Bilt           |      | 1992               | 37,0               | Vlissingen                                   |
| Langste zonneschijnduur (uur) | 1948              | 6,7               | De Bilt           |      | 1993 2015          | 7,3                | Arcen, Eindhoven, Maastricht Hupsel, Twenthe |
| Langste neerslagduur (uur) | 1939              | 11,3              | De Bilt           |      | 1981               | 21,9               | Eelde                                        |
| Hoogste etmaalsom van de neerslag (mm) | 1939              | 15,8              | De Bilt           |      | 1992               | 32,0               | Lauwersoog                                   |
| Laagste etmaalgemiddelde relatieve vochtigheid (%) | 1924              | 71                | De Bilt           |      | 1943               | 63                 | Vlissingen                                   |
| Laagste uurwaarde luchtdruk op zeeniveau (hPa) | 1983              | 979,3             | De Bilt           |      | 1928               | 971,5              | Eelde                                        |
| Hoogste uurwaarde luchtdruk op zeeniveau (hPa) | 1927              | 1036,6            | De Bilt           |      | 1972               | 1037,2             | Maastricht                                   |
| Officiële records worden altijd gemeten op het KNMI-weerstation in De Bilt. Landelijke records kunnen worden gemeten op elk officieel KNMI-weerstation in Nederland. |                   |                   |                   |      |                    |                    |                                              |

Uitzonderlijke gebeurtenissen
- 1911 - Officieel laagste maximumtemperatuur in °C van november dit jaar gemeten in De Bilt: 1,3
- 2023 - Eerste officiële vorstdag van het najaar (minimumtemperatuur < 0°C in De Bilt)

### België
Dagrecords
- 1879 - Laagste etmaalgemiddelde temperatuur −5,1 °C
- 1983 - Hoogste etmaalgemiddelde temperatuur 12,9 °C
- 1879 - Laagste minimumtemperatuur −8 °C
- 1983 - Hoogste maximumtemperatuur 16,4 °C
- 1939 - Hoogste etmaalsom van de neerslag 26,6 mm

Uitzonderlijke gebeurtenissen
- 1983 - In Bouillon valt 60,1 mm neerslag

<< · 1 · 2 · 3 · 4 · 5 · 6 · 7 · 8 · 9 · 10 · 11 · 12 · 13 · 14 · 15 · 16 · 17 · 18 · 19 · 20 · 21 · 22 · 23 · 24 · 25 · 26 · 27 · 28 · 29 · 30 · >>